# Jeremy Colson
Jeremy Colson (* 11. März 1976 in Belvedere, Kalifornien) ist ein US-amerikanischer Schlagzeuger und Mitglied in Steve Vais Band.

## Werdegang
Nachdem Colson bereits im Kindesalter mit dem Schlagzeugspielen begann und im Laufe seines Lebens für Bands wie Dali’s Dilemma, Apartment 26, für die Michael Schenker Group, Marty Friedman und Billy Idol spielte, lernte er im Jahr 2002 über Mike Varney von Shrapnel Records Gitarrist Steve Vai kennen. Kurz darauf wurde er fester Schlagzeuger. Bis heute tourt er mit Steve Vai und ist auf dessen Veröffentlichungen zu hören und zu sehen.